# Moritz Wilhelm Drobisch
Moritz Wilhelm Drobisch (Leipzig, 16 de agosto de 1802 — Leipzig, 30 de setembro de 1896) foi um matemático e filósofo alemão.

## Obras
- Beiträge zur Orientierung über Herbart's System der Philosophie, Voß, Leipzig 1834
- Neue Darstellung der Logik nach ihren einfachsten Verhältnissen. Nebst einem logisch-mathematischen Anhange, 1836 (die 2. bis 5. Auflage stellen eine quasi Neufassung dar)
- Quaestionum methematico-psychologicarum spec. I-V, Leipzig 1840
- Grundlehren der Religionsphilosophie, Voß, Leipzig 1840
- Empirische Psychologie nach wissenschaftlicher Methode, Voss, Leipzig 1842, 2. Auflage 1898
- Über die mathematische Bestimmung der musikalischen Intervalle, 1846
- Erste Grundlegung der mathematischen Psychologie, Voss, Leipzig 1850
- Neue Darstellung der Logik nach ihren einfachsten Verhältnissen. Mit Rücksicht auf Mathematik und Naturwissenschaften. Verlag Leopold Voss Hamburg und Leipzig, 2. Auflage 1851, 3. Auflage 1863, (Nachdruck: Olms, Hildesheim 1968), 4. Auflage 1875, 5. Auflage 1887
- Die moralische Statistik und die menschliche Willensfreiheit. Voss, Leipzig 1867.
- Über die Fortbildung der Philosophie durch Herbart, Leipzig 1876
- Kant's Dinge an sich und sein Erfahrungsbegriff, Verlag Leopold Voss Hamburg und Leipzig 1885
- Enzyklopädie der Philosophie, Hrsg. von Otto Flügel, Beyer, Langensalza 1908